# البور (تالسينت)
البور هي إحدى مشيخات المملكة المغربية، تتبع جغرافيا لإقليم فكيك وإداريًا لتالسينت. يقدر عدد سكانها بـ 4852 نسمة حسب الإحصاء الرسمي للسكان والسكنى لسنة 2004.